# 奈月 (歌手)
奈月（なつき、7月15日生）は、日本の女性歌手である。本名は嵩原奈月（たけはら なつき）。沖縄県那覇市首里出身。身長162センチメートル、血液型はO型。

## 経歴
沖縄県立芸術大学卒業、同大学院演奏芸術科修了。イタリアのトスカーナ州に渡り、ストリートライブなどを行う。帰国後、独自の演奏スタイルを確立するために様々なジャンルの演奏に取り組み、クラシック音楽とポップ・ミュージックのクロスオーバーという演奏スタイルを確立する。
2000年に開催された沖縄サミットのレセプションイベントにて、沖縄民謡の「てぃんさぐぬ花」をイタリア語で歌った。この曲は沖縄テレビ放送の天気予報やCMソングにも起用された。また、FM21の「peace of mind」にてラジオパーソナリティを3年間務めた。
現在は地元である沖縄を拠点に日本各地、海外では上海、北京、韓国、ペルーなどで歌手活動を行っている。また、サウンドセラピストとして学校や病院でコンサートを開いたり、ウェディングシンガーとして結婚式などのイベントに携わっている。

## ディスコグラフィー

### シングル
- アオゾラの星（2008年11月）FMC,キングレコード
- ごめんね。ありがとう。（2007年10月）FMC
- てぃんさぐぬ花（2000年7月）国際貿易

### コンピレーション・アルバム
- 島唄 ベスト・コレクション（2007年4月25日）
- わした島OKINAWA（2004年7月7日）
- カジヌユンタク（2002年12月4日）
- えいさぁ沖縄（2001年3月6日）

## メディア出演

### ラジオ
- peace of mind（FM21）
- CIAO OKINAWA MUSIC（琉球放送 iラジオ）
- 椎名誠のじゅねーラジオ（エフエム沖縄）
- REPOSE AFTER HOURS（エフエム沖縄）
- むとうありさの日々つらら（エフエム沖縄）
- MORNING STEPS（FMヨコハマ）
- INTER VALUE（InterFM）
- 田村邦子のマジカルミステリーツアー（エフエム那覇）

### テレビ
- シェフ道筆のまーさん堂（沖縄テレビ放送）